# Serhij Klymentjew
Serhij Wolodymyrowytsch Klymentjew (ukrainisch Сергій Володимирович Климентьєв, russisch Сергей Владимирович Климентьев/Sergei Wladimirowitsch Klymentjew; * 5. April 1975 in Kiew, Ukrainische SSR, Sowjetunion) ist ein ehemaliger ukrainischer Eishockeyspieler, der zuletzt beim HK Berkut in der Professionellen Hockey-Liga unter Vertrag stand.

## Karriere
In seiner Jugend spielte der Ukrainer in seiner Heimatstadt für den HK Sokol Kiew. Im Sommer 1993 wechselte Klymentjew zu den Medicine Hat Tigers, die ihn in der ersten Runde des CHL Import Drafts gezogen hatten, in die Western Hockey League, wo er zwei Jahre lang spielte. Beim NHL Entry Draft 1994 wurde er in der fünften Runde an insgesamt 121. Position von den Buffalo Sabres ausgewählt, für die er jedoch nie spielte. Stattdessen lief er drei Jahre lang für deren Farmteam, die Rochester Americans, in der American Hockey League auf. Mit den Americans gewann er 1996 den Calder Cup.
Nachdem sein Vertrag in Buffalo nicht verlängert worden war, unterschrieb der Verteidiger vor der Saison 1998/99 einen Kontrakt bei den Philadelphia Flyers, wo er jedoch auch nicht für das NHL-Team berücksichtigt wurde, sondern für die Philadelphia Phantoms in der AHL auf dem Eis stand. Die Flyers transferierten ihn noch im Januar in der gleichen Saison zu den Nashville Predators, die ihn ihrerseits einmal mehr zu einem Farmteam, den Milwaukee Admirals, in die International Hockey League schickten.
1999 kehrte Serhij Klymentjew nach Russland zurück, wo er sich Ak Bars Kasan anschloss und die russische Vizemeisterschaft errang. Nach nur einem Jahr verließ er das Team wieder in Richtung Nordamerika und absolvierte sieben Spiele für die Houston Aeros in der IHL, bevor er wieder nach Russland zurückkehrte und einen Vertrag beim HK Metallurg Magnitogorsk unterschrieb.
Nach vier Spielzeiten in Magnitogorsk, die vom Gewinn der russischen Meisterschaft 2004 geprägt waren, kehrte er für zwei Jahre nach Kasan zurück. Dort errang er 2006 einen weiteren Meistertitel. Von 2006 bis 2009 folgten Engagements bei den russischen Teams HK MWD Twer, HK Awangard Omsk, Torpedo Nischni Nowgorod und Salawat Julajew Ufa, bevor er vor der Saison 2009/10 die Kontinentale Hockey-Liga verließ, nach Belarus wechselte. Dort schloss er sich dem HK Sokol Kiew an, mit dem er 2009 und 2010 jeweils Ukrainischer Meister wurde. Im Juni 2010 schloss er sich zunächst dem neu gegründeten KHL-Teilnehmer HK Budiwelnik Kiew an. Nachdem dieser aufgrund von Verzögerungen bei der Stadionrenovierung den Spielbetrieb in der KHL nicht aufnehmen konnte, blieb der Ukrainer bei Sokol Kiew in der weißrussischen Extraliga. Ab 2011 spielte er mit der Mannschaft in der neugebildeten Professionellen Hockey-Liga. 2012 wechselte er innerhalb dieser Liga zum HK Berkut. Als dieser nach dem Gewinn der Hauptrunde der Spielzeit 2012/13 aus finanziellen Gründen seinen Spielbetrieb einstellen musste, beendete Klymentjew seine Karriere.

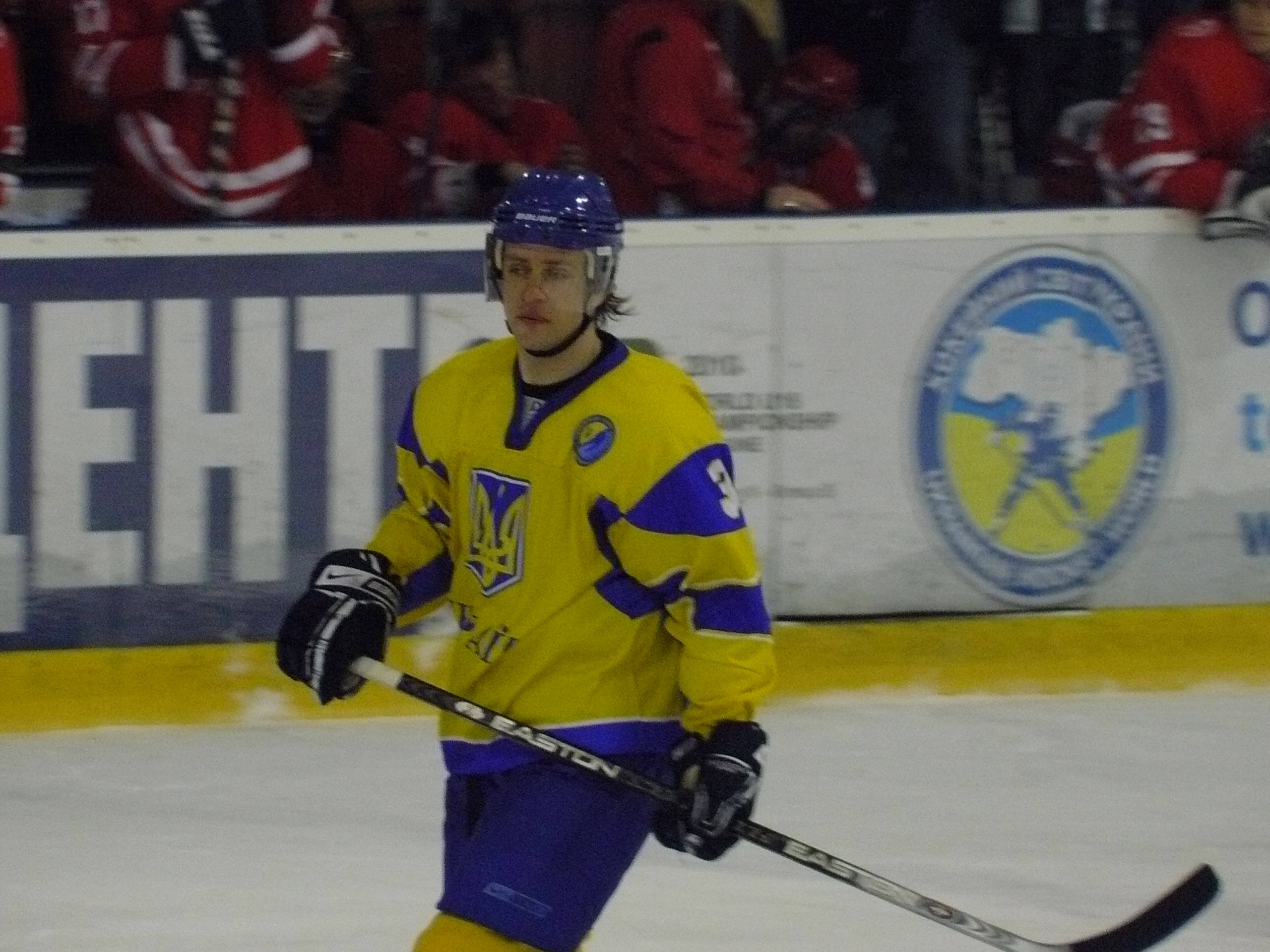
Klymentjew im Dress der ukrainischen Nationalmannschaft

### International
Klymentjew vertrat sein Heimatland Ukraine erstmals bei der Junioren-C-Weltmeisterschaft 1993 international. Nach erfolgreicher Qualifikation für selbige stieg die Mannschaft am Ende des Turniers in die B-Gruppe auf. Der Verteidiger wurde zum besten des gesamten Turniers gewählt. Es war für die folgenden Jahre der einzige internationale Auftritt, da er in die Vereinigten Staaten wechselte.
Bei den Senioren spielte Klymentjew erstmals bei der Weltmeisterschaft 1999. Seitdem gehörte er bis 2012 – mit Ausnahme der Weltmeisterschaft 2004 – stets zum ukrainischen Kader. Zudem spielte er bei den Olympischen Winterspielen 2002 in Salt Lake City sowie in der zweiten Qualifikationsrunde für die Olympischen Winterspiele 2010 in Vancouver und 2014 in Sotschi.
Bei der U20-Weltmeisterschaft 2018 war er Co-Trainer der ukrainischen Junioren in der B-Gruppe der Division I. Im Folgejahr war er in gleicher Funktion bei der Herrenauswahl ebenfalls in der B-Gruppe der Division I tätig.

## Erfolge und Auszeichnungen
| - 1993 Ukrainischer Meister mit dem HK Sokol Kiew - 1996 Calder-Cup-Gewinn mit den Rochester Americans - 1999 AHL All-Star Classic - 2000 Russischer Vizemeister mit Ak Bars Kasan - 2001 Russischer Meister mit dem HK Metallurg Magnitogorsk - 2004 Superliga All-Star-Game | - 2004 Russischer Vizemeister mit dem HK Metallurg Magnitogorsk - 2004 Bester Verteidiger der Superliga - 2006 Russischer Meister mit Ak Bars Kasan - 2009 Ukrainischer Meister mit dem HK Sokol Kiew - 2010 Ukrainischer Meister mit dem HK Sokol Kiew |

### International
- 1993 Aufstieg in B-Gruppe bei der Junioren-C-Weltmeisterschaft
- 1993 Bester Verteidiger der Junioren-C-Weltmeisterschaft

## KHL-Statistik
(Stand: Ende der Saison 2010/11)